# Цетель
Цетель (нім. Zetel) — сільська громада в Німеччині, розташована в землі Нижня Саксонія. Входить до складу району Фрисландія.
Площа — 81,26 км2. Населення становить 11 981 ос. (станом на 31 грудня 2021).